# Celina Souza
Celina Maria de Souza Motta (Bahia, 1948) é uma cientista política e professora universitária brasileira especializada na área de políticas públicas e federalismo.
Durante a década de 2010, ela foi vencedora do Prêmio Anpocs de Excelência Acadêmica na área de Ciência Política.

## Biografia
Tendo ingressado na Faculdade de Direito da Universidade Federal da Bahia no final da década de 1960, ela graduou-se em Direito pela Universidade Federal da Bahia (UFBA) em 1971, mestre em Administração Pública pela Fundação Getúlio Vargas (FGV-SP) em 1981.
Celina Souza concluiu seu doutorado em Ciência Política pela London School of Economics após defender em 1995 a tese "Constitutional Change in Brazil: Political and Financial Decentralisation, 1981-1991", que deu origem ao livro "Constitutional Engineering in Brazil: The Politics of Federalism and Decentralization" publicado nos EUA pela editora Macmillan Publishers.
Desde 1986, ela é professora da Escola de Administração da Universidade Federal da Bahia, onde leciona disciplinas associadas com a Administração Pública. Logo depois ela ingressou no Centro de Estudos e Pesquisas em Humanidades da UFBA (CRH-UFBA) onde criou o grupo de pesquisa "Instituições Políticas Nacionais" para estudar as políticas públicas nacionais e as instituições responsáveis pela sua criação e execução.
Em 2007, ela foi agraciada com a posição acadêmica Distinguished International Scholar na University of Pennsylvania (Estados Unidos da América).
Em 2017, ela foi uma das poucas cientistas escolhidas para representar o Brasil na Comissão de Jurados da 7ª edição do Prémio Guillermo O'Donnell, um concurso de teses doutorais conferido pela Asociación Latinoamericana de Ciencia Politica (ALACIP).

## Pensamento
Celina Souza tem se destacado no desenvolvimento de pesquisas na área de ciência política e do campo da gestão de políticas públicas abordando temas como federalismo, federalismo fiscal, governos subnacionais e descentralização.

### Descentralização das políticas públicas
Celina Souza estudou o papel das entidades subnacionais (estados, distrito federal e municípios) brasileiras na elaboração e execução de políticas públicas em sua tese de doutorado que virou um livro publicado em 1997. Nesta obra acadêmica, ela analisa criticamente o papel da Assembléia Nacional Constituinte (ANC) brasileira, que funcionou entre 1987 a 1988, na forma como o poder constituinte originário estruturou a descentralização das políticas públicas na Constituição brasileira de 1988, reforçando o peculiar federalismo tríplice que caracteriza a engenharia constitucional do Brasil.
Sobre essa questão, ela defende que, durante o processo de elaboração da pela ANC dos anos 1980, os municípios acabaram sendo os grandes beneficiados pela maneira como acabou sendo estruturado o pacto federativo na Constituição brasileira de 1988, especialmente na forma como foram distribuídas as competências federativas, a autonomia municipal, a tributação e as relações interfederativas entre o Governo Central (a União) e os entes locais (os municípios).
De acordo com o pensamento de Celina Souza, a relação direta entre o governo federal e os entes municipais possibilitada pela maneira como a Constituição de 1988 estabeleceu a descentralização das políticas sociais teria limitado o papel político e decisório dos governos estaduais, o que prejudicou a estruturação de sua burocracia.
Em razão da maneira como foi institucionalizada essa descentralização política, ela defende que o federalismo brasileiro seria um "peripheralized federalism", ou seja, um sistema federal periferalizado em que os interesses subnacionais prevaleceriam sobre o interesse federal. Analisando a obra de Celina Souza, a cientista política brasileira Maria Tereza Sadek argumenta que ela expõe que diante: "da inevitável tensão entre os interesses nacionais e subnacionais com a prevalência destes últimos, sem que os nacionais se emudeçam foi gerado um federalismo de todo singular".

### Orçamento participativo
Em relação ao orçamento participativo, Celina Souza é conhecida internacionalmente como uma das cientistas políticas que defendem esse mecanismo de participação democrática aplicado às finanças públicas. Sobre esse mecanismo, ela entende que o principal mérito do orçamento participativo consiste na produção de impacto de longo prazo na inclusão de comunidades marginalizadas no processo de tomada de decisões em países caracterizados por grande desigualdade social, permitindo-lhe que elas possam ter o direito de decidir, e não somente terem suas reivindicações ouvidas pelas autoridades.

### Capacidade burocrática
Celina Souza entende que a capacidade burocrática como a aptidão que os servidores públicos possuem para participar da formulação e execução de políticas públicas, sendo um elemento de eficiência administrativa. A mensuração desta capacidade poderia ser efetuada por diversas variáveis: tipo de formação, faixa salarial, quantos servidores são demitidos ou porque não vão trabalhar, ou por casos de corrupção.
Todavia, um dos problemas identificados por ela entrevista dada em 2015 é que no Brasil esses dados somente estavam  completos na esfera federal, uma realidade rara para o cenário mundial, o que auxiliaria no estudo empírico realizado pelos cientistas políticos. Contudo, ela ainda seria deficiente tanto nos Estados, quanto nos municípios. Portanto, a avaliação da eficiência administrativa baseada em evidências passaria por analisar as informações organizadas por uma gestão pública, de modo que fosse montado um banco de dados e, então, observado os indicadores pertinentes para a mensuração do desempenho estatal.
Consequentemente, essa avaliação de eficiência administrativa jamais poderia ser feita por meio de uma postura anedótica baseada no impressionismo emocional fruto de um mal atendimento, situação resumida na frase: "porque eu fui mal atendido não sei aonde, então a burocracia é ruim...", mas sim pelos indicadores da execução de uma política pública.

## Premiações
Em 2015, durante o 39º Encontro Anual da Associação Nacional de Pós-Graduação e Pesquisa em Ciências Sociais (ANPOCS), instituição científica que reúne mais de uma centena de centros brasileiros de pós-graduação e de pesquisa nas áreas de antropologia, ciência política, relações internacionais e sociologia, Celina Souza foi premiada com a Prêmio Anpocs de Excelência Acadêmica Gildo Marçal Brandão na categoria "Ciência Política" em conjunto com o cientista político Gláucio Ary Dillon Soares.

## Obras

### Livros
Os principais livros publicados por Celina Souza foram:
- Metropolização Brasileira: Uma análise dos Anos Setenta (1985)
- Constitutional Engineering in Brazil: The Politics of Federalism and Decentralization (1997)
- Coordenação de Políticas Públicas (2018)

### Artigos
Os principais artigos científicos e ensaios acadêmicos publicados por Celina Souza foram:
- Política Urbana e Participação Popular. Revista Brasileira de Administração Pública, v. 23, n. 4, 1989.
- Redemocratization and Decentralization in Democratic Brazil. Local Government Studies, v. 20, n.4, 1994.
- Federalismo e Descentralização na Constituição de 1988: Processo Decisório, Conflitos e Alianças. Dados (Rio de Janeiro), v. 44, n.3, 2001.
- Instituições políticas estaduais em um contexto federativo: coalizões eleitorais e ajuste fiscal. In: Celina Souza; Paulo Fábio Dantas Neto (Org.). Governo, políticas públicas e elites políticas nos estados brasileiros. Rio de Janeiro: Revan, 2006.
- Orçamento Participativo: Análise das Experiências de Porto Alegre e Belo Horizonte. In: Christina Andrews; Edison Bariani. (Org.). Administração Pública no Brasil: Breve História Política. São Paulo: Unifesp, 2010.
- Breaking the Boundary: Pro-poor Policies and Electoral Outcomes in Brazilian Sub-national Governments. Regional & Federal Studies, v. 25, p. 347-363, 2015.
- Coordenação, uniformidade e autonomia na formulação de políticas públicas: experiências federativas no cenário internacional e nacional. Cadernos de Saúde Pública, v. 35, 2019.
- Federalismo e governos multiníveis. In: Renato Perissinoto et al. (Org.). Política comparada: teoria e método. Rio de Janeiro: EDUERJ, 2022.

## Ligações Externas
- Ligação para o Currículo na Plataforma Lattes e resumo currícular no sítio da UFBA